# محمد خلفان (لاعب كرة قدم مواليد 1994)
محمد خلفان (مواليد 18 مايو 1994) هو لاعب كرة قدم قطري لعب سابقاً مع النادي العربي في دوري نجوم قطر كمهاجم.

## روابط خارجية
- محمد إبراهيم خلفان على موقع Soccerway.com (الإنجليزية)